# Notturno in Es-Dur Op. 148
Das Notturno in Es-Dur, D 897 ist ein einzelner Adagio-Satz für Klaviertrio (Klavier, Violine und Violoncello) von Franz Schubert.
18 Jahre nach Schuberts Tod erhielt er bei seiner Erstveröffentlichung 1846 als Opus posthumum 148 vom Wiener Verlagshaus Diabelli den werbewirksamen Titel Nocturne. In Schuberts Autograph findet sich dafür aber kein Anhaltspunkt, und durchgesetzt hat sich heute die italienische Form Notturno. Ungewöhnlicherweise hat Schubert das Adagio nicht datiert, es gilt aber als gesichert, dass es zwischen Oktober 1827 und März 1828 im Zusammenhang mit den beiden großen Klaviertrios in B-Dur und Es-Dur komponiert wurde. Vielfach wurde vermutet, dass es sich um einen verworfenen Satz für das B-Dur-Trio handeln könnte. Es bleibt aber alles Spekulation, zumal die Tonart Es-Dur für den langsamen Mittelsatz eher auf ein (nicht überliefertes) drittes Trio in c-Moll hinweist.
Der Satz besteht aus zwei schönen, eingängigen Melodien. Sie wirken aufgrund der parallelen Terzen, des langsamen Tempos, des einheitlich erhabenen Charakters und der leidenschaftlichen Aufwallungen im volkstümlichen Sinne romantisch. Die beiden Melodien kontrastieren in Takt, Tonart und Lautstärke und wechseln sich in dem fünfteiligen Aufbau ab (A B A B A). Die erste Melodie erklingt weich und zart pianissimo im Zweiertakt und bleibt stets in Es-Dur. Die zweite Melodie ist eine kraftvolle Volksweise fortissimo im Dreiertakt und erscheint zunächst in E-Dur, dann in C-Dur. Die Vortragsbezeichnung appassionato (leidenschaftlich) am Anfang gilt für das gesamte Stück, also auch für die drei Teile mit der träumerischen ersten Melodie und gibt dem Stück eine durchgängige Gefühlsintensität. Bei genauerer Analyse zeigen sich allerdings zahlreiche Brüche. Diese sind Ausdruck der Spannung zwischen Sehnsucht und (nicht erreichbarer) Erfüllung und gestalten im tieferen, eigentlichen Sinn romantisches Lebensgefühl.
Zu den Brüchen zählen die seltsame Neuntaktigkeit der ersten Melodie, das Kappen des ersten Taktes mit Einsetzen des Klaviers bei der Wiederholung, die Tonart der zweiten Melodie (Neapolitaner) sowie deren Erweiterung in eine „falsche“ Tonart im Epilog, sodass erst ein längeres Zwischenspiel wieder die Grundtonart Es-Dur erreicht.

## Analyse
Der erste Takt stellt den Kern der ersten Melodie dar, eine punktierte Halbe plus vier Sechzehntel Tonumspielung. Dieses Motiv wird durch Wiederholung, Sequenzierung und Variierung ideell zur achttaktigen Periode erweitert, vorgetragen in Terzparallelen von Violine und Cello mit Akkordbegleitung im Klavier, dann wiederholt im Klavier mit Pizzicatobegleitung der Streicher. Die Melodie schließt aber nicht nach acht Takten, sondern erst im neunten Takt mit dem Motiv des ersten Taktes. Wenn das Klavier hier übernähme, würde es sich um einen fliegenden Wechsel handeln, wobei der offene Schluss (im 8. Takt auf der Dominante) erst durch den Beginn der Wiederholung geschlossen würde. Die Streicher spielen aber im neunten Takt die Melodie zu Ende, bevor das Klavier sie erst mit dem zweiten Takt übernimmt und seinerseits am Ende „übertritt“. Schuberts Idee, die Symmetrie der Achttaktigkeit durch Sequenzierungen und Erweiterung auf neun Takte zu durchbrechen, ist von ihm mehrfach realisiert worden, besonders wirkungsvoll schon 1822 beim Seitenthema des ersten Satzes der „unvollendeten“ Sinfonie h-Moll, das nach neun Takten auf der Dominante mit einer Generalpause abbricht. Nachdem das Klavier die Melodie übernommen hat, geht sie als Epilog wieder zurück an die Streicher, wird aber melodisch und harmonisch (über Terzverwandtschaften als typischer Ausdruck für Romantik) verändert und mit einem Crescendo gesteigert. Wenn die Melodie später wieder auftritt, erscheint sie als dritter Teil der Komposition ohne Epilog, im fünften Teil findet sich dann nur der Epilog, der dann gleichzeitig die Coda des Satzes ist. Dabei wird die Begleitung jeweils variiert und gesteigert, sodass sowohl Melodie als auch Begleitung nie wieder wie im ersten Teil begegnen. Der Epilog wird z. B. im fünften Teil durch eine Trillerfigur in der Klavierbegleitung grundiert, die den gefühlsintensiven Streichern eine transzendente, oszillierende Wirkung verleiht. Das ist künstlerisch feinsinnig und anspruchsvoll gewebt.
Auch die zweite Melodie besteht im Kern aus einem eintaktigen Motiv, das sich sequenzierend und variierend zu der ganzen Melodie weitet, sodass das gesamte gut zehnminütige Notturno auf zwei eintaktige Motive als Keimzellen zurückgeführt werden kann, aus denen sich die gesamte Komposition entwickelt. Der zweite Teil steht in E-Dur, was nach Es-Dur zuvor äußerst ungewöhnlich ist. Der tiefere Sinn dahinter ist, dass E-Dur die enharmonische Verwechslung (gleicher Klang, andere Schreibweise) von Fes-Dur ist, das mit acht b-Vorzeichen unpraktikabel ist. Fes-Dur ist ein Halbtonschritt über der Grundtonart Es und Subdominantstellvertreter. In der neapolitanischen Oper um 1700 wurde dieser Akkord als besonders intensiver Ausdruck des Schmerzes und Leides entwickelt. Insofern verwendet Schubert den „Neapolitaner“ im oben skizzierten Sinne der unerfüllbaren Sehnsucht oder des Weltschmerzes. Der Epilog steht in F-Dur, sodass die Melodie nicht in der Ausgangstonart E-Dur schließt, sondern um einen Halbton höher versetzt. F-Dur wechselt mehrfach mit B-Dur, welches die Subdominante zu F-Dur ist, sodass der Epilog ausschließlich aus plagalen Kadenzen besteht. Da die Subdominante von der Tonika wegstrebt, muss sie durch das F-Dur immer wieder eingefangen werden, was eine viel labilere Schlussbildung bedeutet, als wenn die Kadenzierung wie üblich über die Dominante läuft. Dieser quasi falsche Schluss F-Dur und die labilen Plagalkadenzen korrespondieren mit Bestrebungen der Romantik nach Entgrenzung bzw. Grenzüberschreitungen. Ein abermaliges Crescendo steigert den Epilog zu einem packenden gefühlsintensiven Höhepunkt. Eine lange, modulierende Überleitung führt dann jeweils zu der Es-Dur-Melodie des dritten bzw. fünften Teils zurück. Dabei wirkt das Decrescendo bis zum Pianissimo und die vereinzelten Reminiszenzen des Kernmotivs wie ein Zusammenbruch: die Nichterreichbarkeit der Erfüllung einer großen Sehnsucht.
Die zweite Melodie steht im 3/4-Takt, und ihre Keimzelle umfasst nur drei Töne. Eine doppelt punktierte Achtel mit folgender 32-tel führt auftaktig in Schritten zur Viertel auf der Eins des Taktes, danach eine Viertelpause. Wie zuvor schon bei der Es-Dur-Melodie bleibt das rhythmische Modell des Anfangstaktes die gesamte Melodie über erhalten und wird dabei melodisch/harmonisch variiert. Vier Takte bilden den ersten Abschnitt (Halbsatz), die vier folgenden Takte den zweiten, sodass sich eine achttaktige Periode ergibt. Beide Abschnitte werden wiederholt. Dann folgt der erwähnte Epilog in F-Dur. Die Melodie klingt wie ein Volkslied und ist tatsächlich einem sogenannten Pilotenlied der Stöckenschlager bzw. Rammler ähnlich, das Schubert 1825 bei seiner Reise durch das Salzkammergut in Gmunden gehört hat. „Im Salzkammergut waren damals zur Schiffbarmachung der Traun für den Salzhandel an die 50 „Steckenschläger“ beschäftigt, die vom Militärdienst befreit und vom Staat bezahlt waren.“ Stöckenschlager rammen Pfähle für Befestigungen an Ufern von Flüssen oder für den Brücken- bzw. Hüttenbau ein. Die von Schubert verwendete Melodie ist ein Arbeitslied, das die Schläge koordiniert. Dabei sangen die „Stöckenschlager“ ihre Lieder folgendermaßen: „erst eine Verszeile, in der darauffolgenden Pause wird der Rammklotz gemeinsam gehoben und fallengelassen, dann folgt die nächste Zeile usw.“ In dieser Weise erklangen damals berühmte Lieder wie „Oanmal auf (pum), und zwoamal drauf (pum)“ oder „Hebts um und um auf! (pum) An anen obn drauf (pum).“ Dieses „Pum“ ist auch bei Schubert zu hören, und zwar jeweils bei der Wiederholung der beiden Abschnitte als nachschlagender Bass im Klavier auf der „Zwei“ des Taktes.
Beim Wiederauftreten der Melodie im vierten Teil entfallen die Wiederholungen, und sie erscheint in C-Dur, das die Mediante zu den beiden benachbarten Teilen in Es-Dur ist. Diese Terzverwandtschaft wirkt schwebend-fließend und ist in der Romantik deshalb eine gern und oft verwendete Tonartfolge, auch im Sinne der Entgrenzung und Transzendenz. Schubert setzt also bei der zweiten Melodie allein schon durch die Tonartenwahl des Neapolitaners und der Mediante starke romantische Akzente von Weltschmerz und Entgrenzung. Das Pilotenlied klingt kräftig und markant durch das Fortissimo und dadurch, dass die beiden Streicher und der Klavierbass – die linke Hand – die Melodie zusammen in vollen Akkorden spielen, jedoch fängt Schubert die Wucht gleichzeitig durch fortlaufende, wellenförmige gebrochene Dreiklangstriolen in der rechten Hand auf. Die Präsentation der Volksliedmelodie bewegt sich somit im Spannungsfeld von wuchtiger Kraft, fließender Weichheit und vollstimmigen Wohlklang. Wie schon beim ersten Teil übernimmt dann das Klavier die Führung der Melodie, deren Präsentation Schubert nunmehr mit künstlerischen Raffinessen gestaltet. Die fließenden Triolen wandern in die linke (Bass)Hand, die Melodie in den Diskant des Klaviers. Statt der Pizzicatobegleitung imitieren die Streicher nun das Dreitonmotiv um ein Viertel versetzt, sodass die Streicher mit dem Pianisten konzertieren und gleichzeitig bei diesem beide Hände miteinander. Durch diese satztechnische Verdichtung erlangt das ehemals raue Rammlerlied sehr hohes künstlerisches Niveau.

## Rezeption
Als Einzelsatz ist das Adagio  wenig beachtet und allenfalls auf sein stimmungsvolles Klangbild reduziert worden. Reclams Kammermusikführer erwähnt es mit einem Satz als kaum gekanntes, klangschwelgerisches, in der Form aber schlichtes Stück von „edler innerer Haltung“. Der Online-Kammermusikführer beschreibt kurz den Ablauf und zitiert die oben erwähnten Informationen zum Rammerlied aus dem Österreichischen Musiklexikon.

## Rezeption im Film und in der Popmusik
Ausschnitte aus dem Notturno sind im Soundtrack von einigen Spiel- und Dokumentarfilmen verwendet worden.
- 1990 brachte Werner Herzog seinen Dokumentarfilm Echos aus einem düsteren Reich über das Terrorregime Bokassas in der Zentralafrikanischen Republik heraus mit dem Notturno als sporadisch eingesetzter Filmmusik.[8]
- Ebenfalls 1990 hatte der mehrfach preisgekrönte kanadische Film Unter Fremden (The Company of Strangers) Premiere. Neben anderen Schubert-Stücken wird auch das Notturno als Filmmusik eingesetzt.[9]
- Eine dominante Rolle spielt das Stück in dem Thriller Das Mädchen, das die Seiten umblättert von 2006. Es ist das Stück, das eine der Protagonistinnen für ein Konzert einstudiert, und mit dem sie bei der Aufführung scheitert. Gespielt wurde das Notturno vom Trio Wanderer mit Jean-Marc Phillips-Varjabédian (Violine), Raphaël Pidoux (Violoncello) und Vincent Coq (Klavier).[10][11]

- In der BBC-Fernsehverfilmung von Henry James’ The Portrait of a Lady, die am 4. Juli 2008 ausgestrahlt wurde, wird das Notturno als Hintergrundmusik verwendet.[12]
- Das Archibudell-Trio mit Vera Beths (Violine), Jürgen Kußmaul (Viola) und Jos van Immerseel (Piano) spielt in der von 2013 bis 2015 produzierten US-amerikanischen Fernsehserie Hannibal das Stück in einzelnen Folgen der dritten Staffel.[13]
- 1988 veröffentlichte Nana Mouskouri in ihrem Album Classical (Classique) eine elegische Fassung mit Chor- und Orchesterbegleitung mit dem Titel Franz auf einen Text von Pierre Delauve und Claude Lemesle, arrangiert von Roger Loubet.[14] Das Lied wurde auf weiteren Alben auch unter dem englischen Titel Only Time Will Tell und in einer Fassung für Stimme, Piano und Gitarre veröffentlicht. Für ihr Album Classiques erhielt sie in Frankreich zweimal die Goldene Schallplatte. In Spanien erhielt sie für ihr Album Concierto En Aranjuez (1989), das mit Only Time Will Tell beginnt, die Platin-Schallplatte.
- Die zweiteilige ARTE Dokumentation Sigmund Freud – Die Erfindung der Psychoanalyse[15] benutzt als Hauptuntermalung das Notturno.

## Aufnahmen
Es gibt eine fast unüberschaubare Menge von Aufnahmen des Notturno, dazu kommen weitere Fassungen auf Samplern oder in diversen Alben.
In den letzten zehn Jahren ist das Stück außerdem von einer Reihe mehr oder weniger bekannter Trios eingespielt und ins Netz gestellt worden.
Verzeichnisse
- Piano Trio in E-flat major, D. 897 Notturno, Tonaufnahmen 1966-2017
- Piano Trio in E flat major (Nocturne) (Adagio only), D. 897 (Op. posth. 148)

## Notenausgaben
- Piano Trio in E-flat major, D.897